# Ictidostoma
Ictidostoma es un género de terápsidos terocéfalos.